# Vallgatan
Vallgatan är en gata i stadsdelen Inom Vallgraven i centrala Göteborg. Gatan är cirka 440 meter lång och sträcker sig mellan Kaserntorget 5 och Östra Hamngatan 45. Den är numrerad från 1 till 42, och går parallellt med Kungsgatan i norr.
Vallgatan fick sitt namn den 2 februari 1666 "Hr. Praes: refererar om gaturnes och hampnernes nampn: blef resolverat att Drottningegatan skall heeta wallgatan ...//... Desse nye nampn skole skickas till Klockaren." Namnet kommer av den då uppförda försvarsvallen i staden. Ett tidigare namn på gatan var Drottninggatan. Under 1830-talet, och troligen långt tidigare, kallades gatan i folkmun för Fägatan, då den var "... illa stenlagd, gropig och smutsig och glest bebyggd med i allmänhet helt små hus, ofta omgivna af trädgårdstäppor."
Kungsportsplatsen ligger 50 meter öster om Vallgatan.